# James S Holmes
James Stratton Holmes (Collins, 2 maggio 1924 – Amsterdam, 6 novembre 1986) è stato un poeta e traduttore olandese.
Nacque negli Stati Uniti, a Collins, nello Iowa, il 2 maggio del 1924 e morì ad Amsterdam il 6 novembre 1986. Nel 1950, all'età di 26 anni, si trasferì definitivamente nei Paesi Bassi, dove morì nel 1986. Pubblicò usando a volte il suo vero nome James S. Holmes, altre volte gli pseudonimi Jim Holmes e Jacob Lowland. Nel 1956 fu il primo traduttore non olandese a essere insignito del prestigioso premio Martinus Nijhoff, il più importante riconoscimento assegnato a traduttori di testi artistici da o verso l'olandese.

## Infanzia e istruzione
Figlio minore di quattro fratelli, Holmes nacque e crebbe in una piccola fattoria americana nel cuore dello stato dello Iowa. Nel 1941, dopo aver concluso la high school, si iscrisse al Quaker College di Oskaloosa, Iowa. Dopo un percorso di studio durato due anni, fece uno stage come insegnante di scuola media a Barnesville, Ohio. Alcuni anni dopo, in seguito al rifiuto di fare il servizio militare nell'esercito americano o, in alternativa, di fare il servizio civile, Holmes venne condannato a una pena carceraria di 6 mesi. Al suo rilascio riprese a studiare: prima al William Penn College, poi all'Haverford College in Pennsylvania. 
Nel 1948, dopo aver conseguito due lauree, una in inglese e una in storia, continuò i suoi studi alla Brown University di Providence, Rhode Island, una delle cosiddette Ivy League Schools, dove l'anno seguente divenne dottore di ricerca. Nel frattempo aveva scritto e pubblicato le prime poesie ed eseguito alcuni occasionali lavori redazionali. Da lì a breve la poesia divenne il suo grande amore.

## 1949: Paesi Bassi
Nel 1949 Holmes interruppe gli studi per andare a insegnare come Fulbright exchange teacher in una scuola di quaccheri al Castello Eerde vicino a Ommen nei Paesi Bassi. Alla fine dell'anno scolastico decise di non ritornare subito negli Stati Uniti ma di trattenersi e visitare il paese. Fu così che nel 1950 conobbe Hans van Marle, incontro che lo cambiò per sempre. Per Holmes la relazione con Van Marle si trasformò ben presto in qualcosa di molto importante che gli fece prendere la decisione di non tornare negli Stati Uniti, ma di trasferirsi definitivamente ad Amsterdam. Durante i due anni che seguirono Holmes seguì le lezioni universitarie del corso di lingua olandese del professor Nico Donkersloot all'Universiteit van Amsterdam e nel 1951 pubblicò la sua prima traduzione di poesie.

## 1952: La passione si trasforma in professione
Tradurre poesie divenne per Holmes l'occupazione principale, e, fino alla sua nomina a professore associato nella facoltà di Scienza della letteratura dell'Universiteit van Amsterdam, la traduzione era la sua prima forma di sostentamento. Insieme al compagno Hans van Marle traduceva non solo poesie, ma anche documenti riguardanti l'Indonesia e poesie indonesiane in inglese. La sua reputazione di traduttore continuò a crescere e nel 1956 gli fu assegnato il premio Martinus Nijhoff per le sue traduzioni verso l'inglese. Quando, nel 1958, fu fondata la leggendaria rivista inglese Delta, interamente dedicata alla cultura dei Paesi Bassi e del Belgio, James Holmes ne divenne editor per la poesia e si occupò frequentemente della traduzione di poesie contemporanee olandesi in inglese. Furono gli anni in cui Holmes si dedicò in particolar modo alle poesie dei "Vijftigers" [un importantissimo gruppo di poeti olandesi degli anni '50 – in olandese 'vijftig'] e dei "post-Vijftigers", poesie di non semplice comprensione e quindi difficili da tradurre.

## Scienza della traduzione
Quando nel 1964 la facoltà di Scienza della letteratura dell'Universiteit van Amsterdam decise di creare il dipartimento di Scienza della traduzione Holmes fu invitato a collaborare come professore associato, invito che accolse con estremo entusiasmo. Egli non solo possedeva il background scientifico necessario, ma aveva nel frattempo acquisito, oltre a una notevole esperienza pratica nel campo delle traduzioni, anche moltissime nozioni teoriche. Come nessun altro era quindi in grado di creare dei programmi didattici per l'Istituto di interpreti e traduttori, che più tardi fu integrato nell'Istituto di scienza della traduzione dell'Universiteit van Amsterdam. Fu così che la scienza della traduzione divenne, anche grazie all'apporto di Holmes, una specializzazione a tutti gli effetti. In quel modo Holmes fornì una base teorica consistente a intere generazioni di traduttori. I numerosi articoli che Holmes scrisse sulla traduzione ottennero all'epoca una fama internazionale e ancor oggi li troviamo spesso citati nelle bibliografie di ricerche straniere in questo campo.

## Apprezzamento per Awater di Nijhoff da parte di premi Nobel
Uno degli esempi più eclatanti della bravura di Holmes fu la sua traduzione della lunghissima poesia Awater di Martinus Nijhoff, opera che non rimase inosservata neanche all'estero. La traduzione in inglese della poesia contribuì a far crescere la fama internazionale sia del poeta sia del traduttore. Dopo aver letto Awater, i nobel per la letteratura T.S. Eliot e Iosif Aleksandrovič Brodskij espressero i loro apprezzamenti. Eliot disse che se Nijhoff avesse scritto le sue opere in inglese, invece che in olandese, avrebbe riscosso un successo globale, mentre Brodskij affermò senza mezzi termini che Awater era tra le più belle poesie che avesse mai letto.

## La Columbia University istituisce il James S. Holmes Award
Holmes continuò a tradurre decine di poesie di poeti provenienti dai Paesi Bassi e dal Belgio e nel 1984 ricevette, nuovamente per la prima volta come cittadino straniero, il Premio di traduzione della comunità fiamminga (Vertaalprijs van de Vlaamse Gemeenschap).
Il suo capolavoro fu indubbiamente la traduzione dell'imponente raccolta Dutch Interior, una voluminosa antologia di poesie postbelliche, pubblicata nel 1984 a New York dalla Columbia University Press. Holmes fu uno dei più importanti curatori di questo testo classico, e tradusse inoltre molte delle poesie presenti nella raccolta. 
Il suo gigantesco contributo nel far conoscere la poesia olandese al mondo anglosassone fu premiato dal Translation Center della Columbia University, quando questa decise di istituire un nuovo premio per le traduzioni dall'olandese dandogli il nome di James S. Holmes Award.

## Associazioni, comitati, commissioni, redazioni
In Olanda Holmes si sentiva sempre più a casa, non solo grazie alla vasta rete di conoscenze che si era creato con il suo lavoro di poeta e traduttore, ma soprattutto per le molte amicizie nate nel mondo gay di Amsterdam. Nonostante il suo accento americano e il fatto che continuasse a sbagliare l'articolo determinativo olandese, non c'era più nessuno che lo considerasse straniero o lo trattasse come tale.
Cominciò quindi a prendere parte ai più svariati comitati e commissioni, entrò nella redazione della rivista giovanile belga-olandese "Gard Sivik" e collaborò a riviste letterarie quali "Litterair Paspoort", "De Gids", "De Nieuwe Stem", "Maatstaf" e "De Revisor".
Non solo fu membro attivo del PEN-club olandese e internazionale, dell'Associazione degli scrittori, dell'Associazione di letteratura olandese e della Commissione Nazionale Unesco, ma fece oltretutto parte del comitato della Fondazione per la promozione della traduzione delle opere letterarie olandesi all'estero, dell'Associazione olandese di traduttori, dell'organizzazione Scrittori, Scuola e Società e fu membro onorario della Associazione di letterati fiamminghi.

## Workshop, festival, manifestazioni
Nel 1967 Holmes organizzò la manifestazione "Poetry For Now", nel famoso teatro Concertgebouw di Amsterdam. Durante quell'occasione gli organizzatori tappezzarono la città di migliaia di adesivi di poesie tradotte. Dopo molti anni capitava ancora di trovare adesivi attaccati alle fermate degli autobus, vicino ai portoni delle case, sui pali della luce, ai cancelli, ai passaggi a livello e su altri elementi di arredo urbano. Negli anni '70 Holmes iniziò a tenere un workshop sulla traduzione della poesia che attrasse molti studenti di svariate facoltà universitarie. Alcuni di quegli studenti sono diventati a loro volta famosi traduttori professionali di poesie.
Holmes partecipava a ogni manifestazione di poesia, come ad esempio la Poetry International di Rotterdam e la One World Poetry di Amsterdam. A volte recitava poesie, a volte coordinava o teneva seminari sulla traduzione, ma era comunque sempre attivamente presente. Non appena ne aveva la possibilità organizzava conferenze all'estero che parlavano di poesie olandesi (tradotte), come ad esempio alla Library of Congress di Washington.

## Poetry Gone Gay
Nel 1984, all'interno della manifestazione One World Poetry, organizzò una serata dal titolo "Poetry Gone Gay" in cui lesse con molta passione alcune delle sue poesie che parlavano di omosessualità ed erotismo. Trovava estremamente liberatorio il fatto di poter mostrare anche quella parte della sua personalità al pubblico, e soprattutto di ottenerne riconoscimenti e approvazione. Holmes amava molto ostentare le sue tendenze sessuali. Non solo nelle sue poesie ma soprattutto nel suo modo di vestire e nello scegliere gli accessori. Negli ultimi anni della sua vita creò il personaggio che rivediamo nella fotografia di questa pagina: un uomo di mezza età con i capelli corti, bianchi come la neve, giacca di pelle, jeans con cintura borchiata, bracciale borchiato, un triangolo rosa sul risvolto della giacca, un grosso mazzo di chiavi attaccato ai pantaloni e la punta di un fazzoletto rosso che esce dalla tasca posteriore dei pantaloni. Questa stessa libertà sessuale diventò purtroppo la causa della sua morte prematura a causa dell'aids. Nonostante Holmes fosse cosciente dei pericoli legati al suo stile di vita stravagante, dichiarò espressamente che ciò non avrebbe in alcun modo influito sulle sue scelte di vita.
Durante il suo funerale, che era gremito di gente, il suo partner di una vita e grande amore Hans van Marle, colui che nel 1950 lo aveva deciso a trasferirsi per sempre nei Paesi Bassi, concluse il suo discorso di commiato con un breve passo dal famoso "Meditation XVII" of Devotions Upon Emergent Occasions, poesia metafisica scritta nel 1624 da John Donne da cui Ernest Hemingway nel 1940 trasse il titolo del suo famoso romanzo Per chi suona la campana:

'No man is an island entire of itself; every man

is a piece of the continent, a part of the main;

(...)

any man's death diminishes me,

because I am involved in mankind.

And therefore never send to know for whom

the bell tolls; it tolls for thee. '